# Fényes Márta
Fényes Márta (Debrecen, 1925. április 13. – Budapest, 1981. május 7.) színházi rendező, színész, Selmeczi Tibor újságíró, kabarészerző anyja.

## Élete
Fényes Jenő (1888–1949) debreceni ügyvéd és Brischa Mária Irén (1892–?) lánya. Apja neves büntetőjogász volt, s a helyi izraelita hitközség prominens tagja.
A Magyarok Nagyasszonyáról nevezett debreceni római katolikus leánylíceum tanulója volt. Eredetileg zenei pályára készült. 1945 után egy évadon keresztül tagja volt a debreceni Csokonai Színháznak, majd művészettörténeti tanulmányokat folytatott. 1950-től a debreceni Sztanyiszlavszkij Munkás Színjátszó Stúdióban kezdett játszani és rendezni. 1957-ben a debreceni Csokonai Színház szerződtette segédrendezőnek, majd 1962-től rendezőként dolgozott. Sokat foglalkozott amatőr színjátszókkal mint a megyei népművelési tanácsadó színjátszó szakreferense. 1971-től haláláig a Pécsi Nemzeti Színház rendezője volt. Főként zenés vígjátékokat és operetteket állított színpadra.
Férje Selmeci Elek újságíró volt, akihez 1947. április 3-án Debrecenben ment nőül.

## Főbb rendezései
- Ábrahám Pál: Bál a Savoyban
- Behár György: Éjféli randevú
- Huszka Jenő: Gül baba
- Jacobi Viktor: Sybill
- Kálmán Imre: Csárdáskirálynő
- Lehár Ferenc: A víg özvegy
- Lerner-Loewe: My fair Lady
- Molnár Ferenc: Doktor úr
- Móricz Zsigmond: Nem élhetek muzsikaszó nélkül
- Shakespeare: A makrancos hölgy
- Tamási Áron: Énekes madár